# Rami Jridi
Rami Jridi (tiếng Ả Rập: رامي جريدي) (sinh ngày 25 tháng 4 năm 1985) là một cầu thủ bóng đá người Tunisia hiện tại thi đấu ở vị trí thủ môn cho Club Sportif Sfaxien ở Giải bóng đá hạng nhất quốc gia Tunisia.

## Sự nghiệp
Jridi khởi đầu sự nghiệp ở đội trẻ Espérance khi mới 11 tuổi. Anh được đẩy lên đội một năm 2006, có 6 lần ra sân trước khi chuyển đến Espérance Zarais mửa mùa giải trong năm 2007, chỉ có 2 lần ra sân trước khi anh chuyển đến Etoile Kram và có 12 lần ra sân.
Sau đó Jridi chuyển đến Jendouba và một thời gian ngắn ở Gafsa trước khi chuyển đến Stade Tunisien năm 2009. Jridi trở thành thủ môn số một và màn trình diễn của anh giúp anh được triệu tập vào đội tuyển quốc gia.

## Sự nghiệp quốc tế
Jridi được triệu tập vào đội tuyển quốc gia năm 2010, nhưng không có màn ra mắt cho đến năm 2011. Tính đến hiện tại anh có 3 lần ra sân, và nhanh chóng trở thành thủ môn số một.